# 나침도

나침도(羅針圖)는 나침반의 바닥판 무늬이자, 지도나 해도에 동서남북 방위를 나타내기 위해 놓이는 도형이다. 4의 배수의 꼭짓점을 가진 별 모양이며, 별의 팔이 흑백과 같이 뚜렷한 색구분으로 양분되어 있는 모양이다.
북대서양 조약기구의 상징이 사각 나침도다.
11세기 이전에는 나침도에 해당하는 것으로서 풍배도가 있었는데, 이것은 바람이 불어오는 방향을 방위에 대응시킨 것이다.